# Blysmus compressus
Blysmus compressus là một loài thực vật có hoa trong họ Cói. Loài này được (L.) Panz. ex Link mô tả khoa học đầu tiên năm 1827.

## Hình ảnh

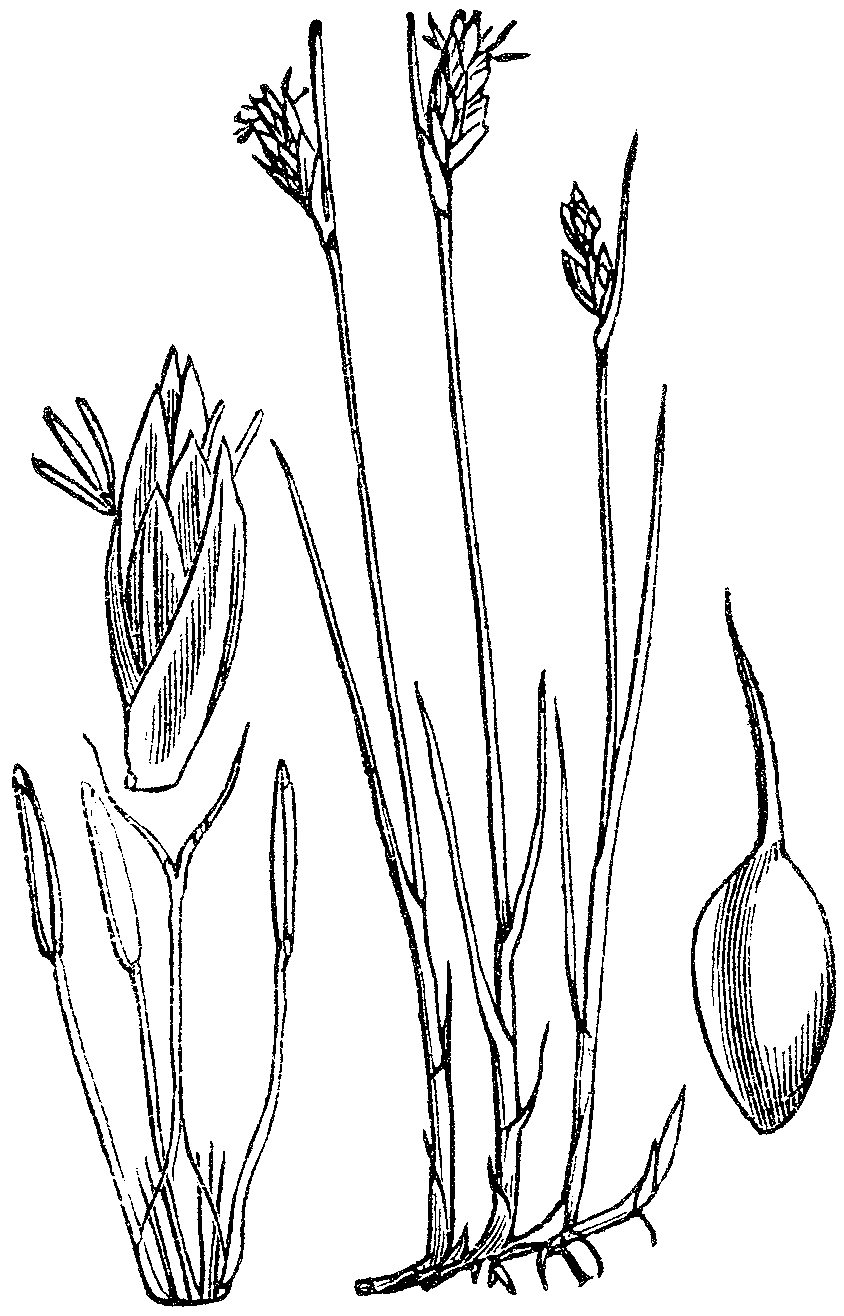
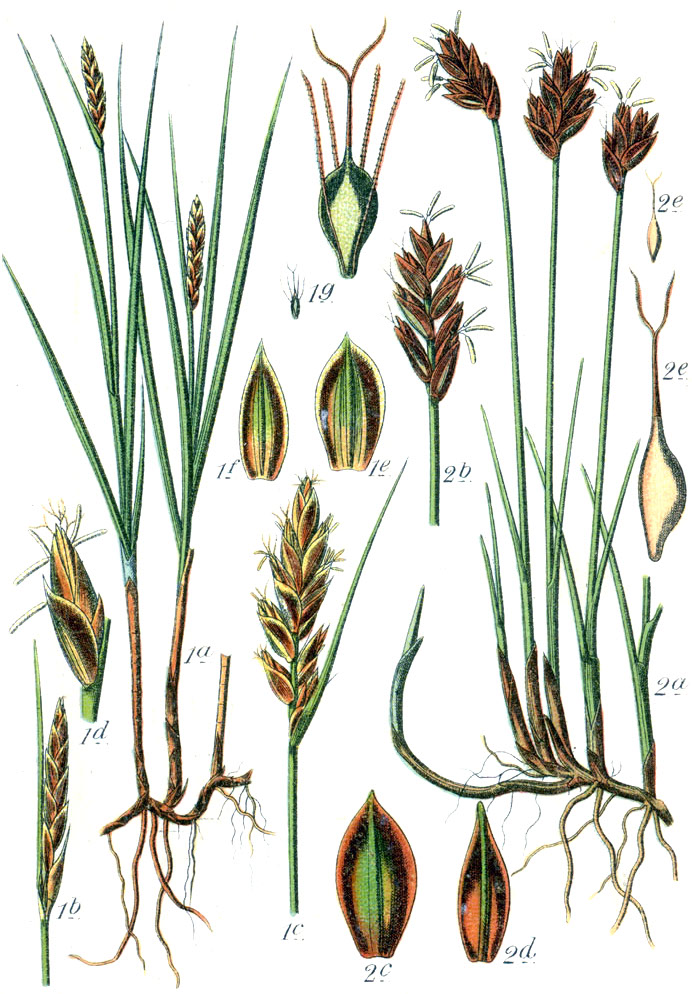
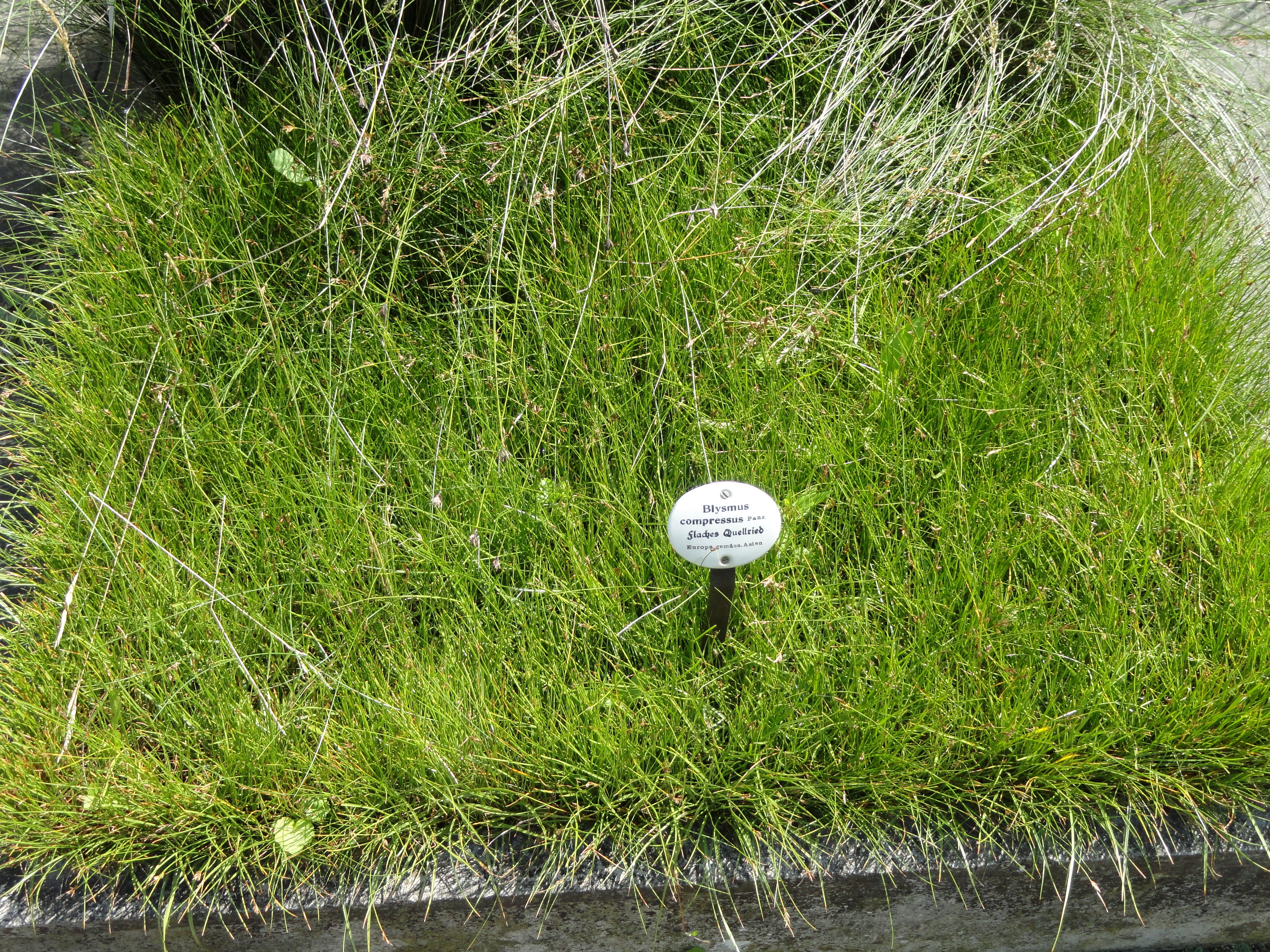
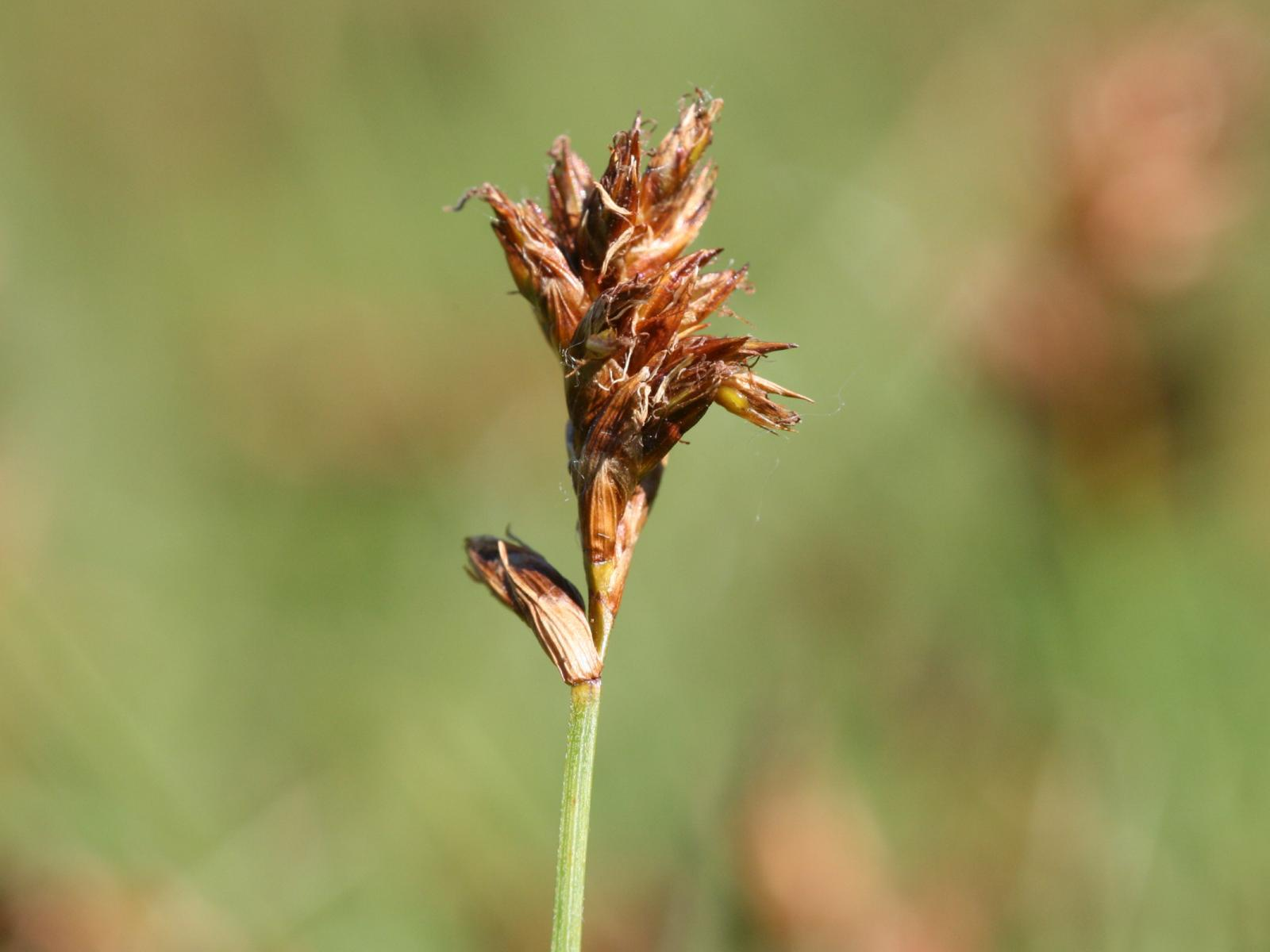